# Worb
Worb és un municipi del cantó de Berna (Suïssa), situat a l'antic districte de Konolfingen i a l'actual districte administratiu de Berna-Mittelland.

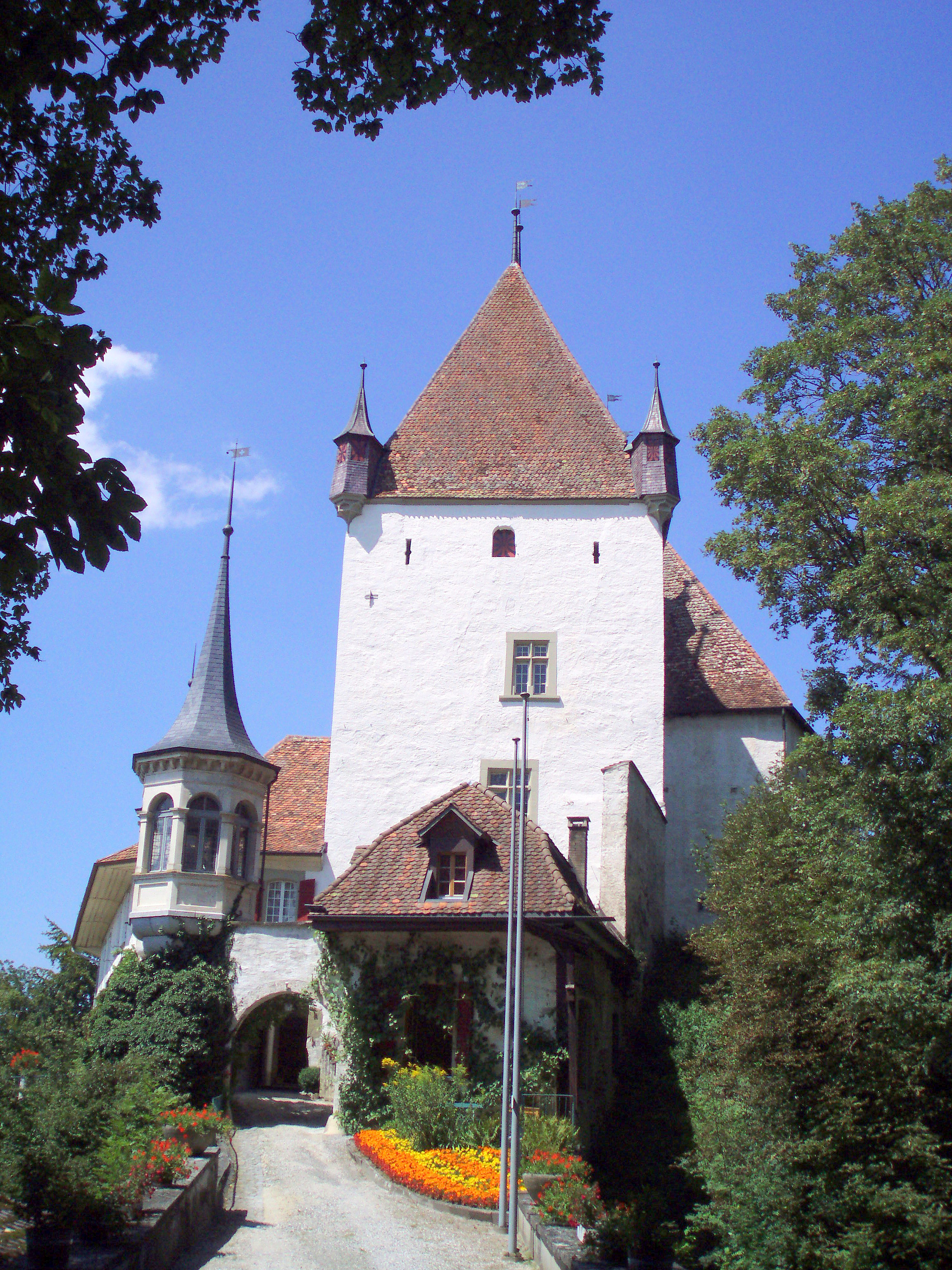
El castell de Worb